# Kabale
Kabale è il capoluogo del Distretto di Kabale nel sud ovest dell'Uganda.

## Popolazione
Le persone sono per la maggioranza della tribù Bakiga, ma anche dalla tribù Batwa e altri gruppi.

## Monumenti e luoghi d'interesse
Molti visitatori scelgano la cittadina come meta per visitare lo storico lago Bunyonyi (a 7 km) e per il famoso parco Mgahinga Gorilla National Park dove si possono ammirare i gorilla di montagna.

## Luoghi di culto
Sono presenti 33 parrocchie appartenenti alla diocesi di Kabale, sede della Chiesa cattolica suffraganea dell'arcidiocesi di Mbarara.

## Infrastrutture e trasporti
La strada principale che attraversa la cittadina, la collega con Kampala e prosegue a sud, per 10 km fino a Gatuna (confine con il Ruanda). Un'altra strada che prosegue verso ovest porta a Kisoro, da dove si può continuare per la Repubblica Democratica del Congo o verso il Ruanda.